# 千田美智仁
千田 美智仁（ちだ みちひと、1958年12月22日 - ）は、日本の元ラグビー選手。

## プロフィール
- 岩手県北上市出身。
- 現役時代のポジションはLO（ロック）、No8(ナンバーエイト)、FL(フランカー)。
- 身長 183cm、体重 93kg
- 日本代表キャップは26。

## 来歴
黒沢尻工業高校→新日鐵釜石（現・釜石シーウェイブス）。現在は新日鐵エンジニアリング盛岡営業所長を務める傍ら、北上市のクラブチーム・ブレイズラガーのアドバイザーを務めるとともに、北上市立南中学校・北上ラグビースクールで指導を行っている。
釜石及び日本代表では、始めロック。日本代表ウエールズ遠征（1983）の際、第3列の大型化を図る構想のもとにフランカーにコンバート。以後、日本代表ではフランカー・No8、釜石では主にNo8を務める。
伝説のトライとして、下記が挙げられる。
1983年ウエールズ選抜とのテストマッチで、後半20分過ぎの3・3・2の変則スクラムから「千田・左」のサインプレーによりダイレクトフッキングのボールを拾いスクラムサイドを駆け抜け、そのまま約30mを独走しトライ。
1985年日本選手権・対同志社戦で、終了間際に「2C」（2番のC＝2横・千田＝第2センターの横に千田をライン参加させる）のサインプレーにより、ボールを受けた千田が同志社ディフェンスを置き去りにしてポスト下へ。
パワーとスピードを兼ね備えながら、いわゆる猛進型ではなく、パスや密集形成を状況により的確に判断するクレバーなフォワードで、新日鐵釜石のラグビー日本選手権7連覇の主力として活躍するとともに、同時代のラグビー日本代表のフォワードとしても活躍した。
Number（2010.1.22号）によれば、釜石及び日本代表の同僚だったプロップ石山次郎が、「林（敏之）や大八木（淳史）が弱いというわけでは決してないが、スクラムに必要な力を一番くれたのは千田」とコメントしている。
2019年には、新日鐵釜石の7連覇のうち、映像が保存されていなかった1979年から1983年の録画ビデオをNHKに提供、これにより7連覇時の決勝の中継映像が全て揃うこととなった。